# マイクロストリップライン
マイクロストリップライン（英: microstripline）は、裏面に導体箔を形成した板状誘電体基板の表面に線状の導体箔を形成した構造を持ち電磁波を伝達する伝送路。
表面導体から裏面導体に向かう方向の電界と、表面導体周囲を囲む方向の磁界によって電磁波を伝送する。ストリップラインの内部導体から上の基板と外部導体を取り除いた構造に相当する。
電磁波を伝達する伝送路として初期には導波管が使われていたが、より製造しやすく広い周波数範囲で利用できる平面基板型の伝送路について1940年代から1950年代にかけて研究された。初期のマイクロストリップラインは金属板の表面に棒状の誘電体と線状の金属箔を貼り重ねただけの構造であった。1964年から1965年にかけてH.A.ホイーラーが理論を確立し伝送路として広く使われるようになった。基板の表面と裏面に導体パターンを形成した簡潔な構造によって伝送路を構成することができることから、高周波回路で広く使われるが、携帯電話に関しては高密度実装の妨げになるためストリップラインが主流である。